# Prisoje (Foča-Ustikolina, BiH)
Prisoje je naseljeno mjesto u općini Foči-Ustikolini, Federacija BiH, BiH. Nalaze se s lijeve strane rijeke Drine i s lijeve strane rijeke Koline, južno od Vrbičkog potoka i sjeverno od potoka. Sjeverozapadno je Donje Žešće.
Godine 1962. pripojeno mu je naselje Gradišići (Sl. list NRBiH br. 47/62). Prisoje i naselje Gradišići Daytonskim sporazumom našli su se u Federaciji BiH.

## Stanovništvo
| Narod     | Popis 1961. | Popis 1971. | Popis 1981. | Popis 1991. | Popis 2013. |
| --------- | ----------- | ----------- | ----------- | ----------- | ----------- |
| Hrvati    |             |             | 1           |             |             |
| Muslimani | 82          | 199         | 180         | 158         |             |
| Srbi      | 48          | 51          | 47          | 21          |             |
| ostali    | 2           |             |             |             |             |
| Ukupno    | 132         | 250         | 228         | 179         | 28          |